# Guillermo Hernández de Alba
Guillermo Hernández de Alba (Bogotá, 1906-Bogotá, 1988) fue un investigador y escritor colombiano. Fue uno de los historiadores más importantes de Colombia.

## Trayectoria
Hijo de Gregorio Hernández de Alba y de Hortensia Lesmes de Hernández de Alba.
En 1947 es nombrado cónsul de Colombia en Madrid. Fue miembro de la Academia Colombiana de Historia y decano de esta institución, además, de la Real Academia de la Historia y del Instituto Caro y Cuervo, donde hizo notables investigaciones y donde llegó a ser uno de los más notables y diligentes investigadores del país, dirigió la Biblioteca Nacional de Colombia por varios años. Jefe en la dirección del Archivo Histórico Nacional de Colombia (1933-1935).

## Publicaciones
Fue redactor del Boletín de Historia y Antigüedades, impreso por la Academia Colombiana de Historia (1933-1944).
- Estudios históricos (1926)
- Teatro del arte colonial: primera jornada de Santa Fe de Bogotá (1938)[8]
- Crónica del muy ilustre Colegio Mayor de Nuestra Señora del Rosario en Santafé de Bogotá (1940)
- Guía de Bogotá: arte y tradición (1957)
- Archivo epistolar del sabio naturalista don José Celestino Mutis (1984)
- Mujeres de la colonia